# Nataixa Andònova
Nataixa Andònova, coneguda igualment per la transliteració Nataša Andonova (en macedoni: Наташа Андонова; Negòtino, 4 de desembre de 1993), és una futbolista macedònia que juga com a davantera al Llevant i és capitana de l'equip nacional de Macedònia del Nord. És la germana petita de Sitxe Andònova, que també és jugadora de futbol macedònia.
Andònova va començar la seva carrera a ZFK Tikvešanka a Macedònia del Nord. Primer va captar l'atenció internacional en l'Europeu sub-19 del 2010, organitzat per la República de Macedònia del Nord. Tot i jugar en l'equip més modest de la competició, Andònova va ser nomenada millor jugadora del torneig. En aquell moment ja havia representat a la selecció absoluta de Macedònia del Nord.
L'estiu de 2010, Andònova va ser transferida al ZFK Borec, jugant la fase prèvia de la Lliga de Campions 2010-11, i en el mercat hivernal va signar per al Turbine Potsdam, la campiona d'Europa, juntament amb la seva germana Sijce. Va ser ascendida al primer equip al febrer i va jugar el seu primer partit de la Bundesliga aquell mateix mes. Va marcar el seu primer gol amb el Turbine en les semifinals del DFB-Pokal contra el Bayern de Múnic.
Al maig de 2015, Andònova va abandonar el Turbine per incorporar-se als campions suecs de la Damallsvenskan, l'FC Rosengård, que buscaven una davantera després de la sortida d'Anja Mittag al París Saint-Germain.
El 31 de gener de 2017, el Paris Saint-Germain va anunciar que va arribar a un acord amb Andònova per un contracte fins al final de la temporada al juny de 2017.
La jugadora no va renovar el seu contracte amb el PSG i es va unir al FC Barcelona el juny de 2017. El 2019 es va anunciar que no renovaria el contracte amb el Barça i va fitxar pel Llevant.

## Palmarès
| Títol            | Club         | País      | Any  |
| ---------------- | ------------ | --------- | ---- |
| Copa de la Reina | FC Barcelona | Espanya   | 2018 |
| Copa Catalunya   | FC Barcelona | Catalunya | 2017 |
| Copa Catalunya   | FC Barcelona | Catalunya | 2018 |